# Nissan Leaf

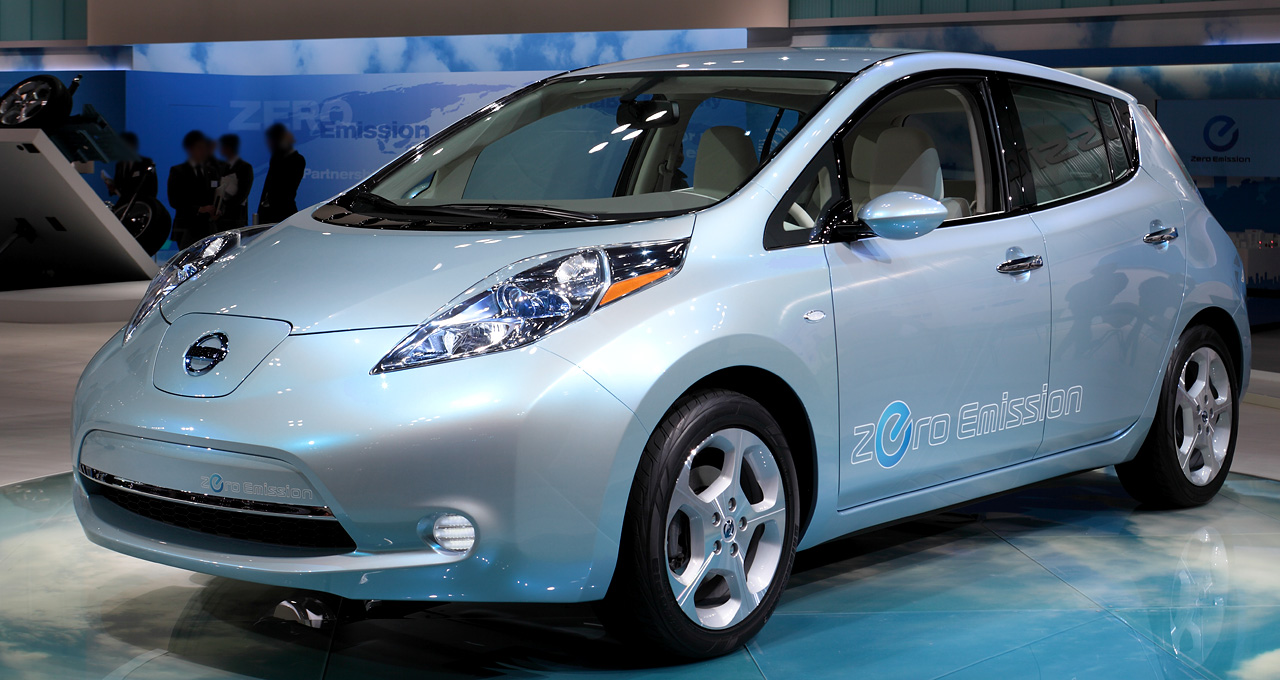
Nissan Leaf exhibit al Tokyo Motor Show de 2009.

El Nissan Leaf (de leading, environmentally-friendly affordable family car) és un vehicle elèctric anunciat per Nissan l'any 2009. La seva comercialització va començar a la tardor del 2010, tant a Europa, com als Estats Units i al Japó.

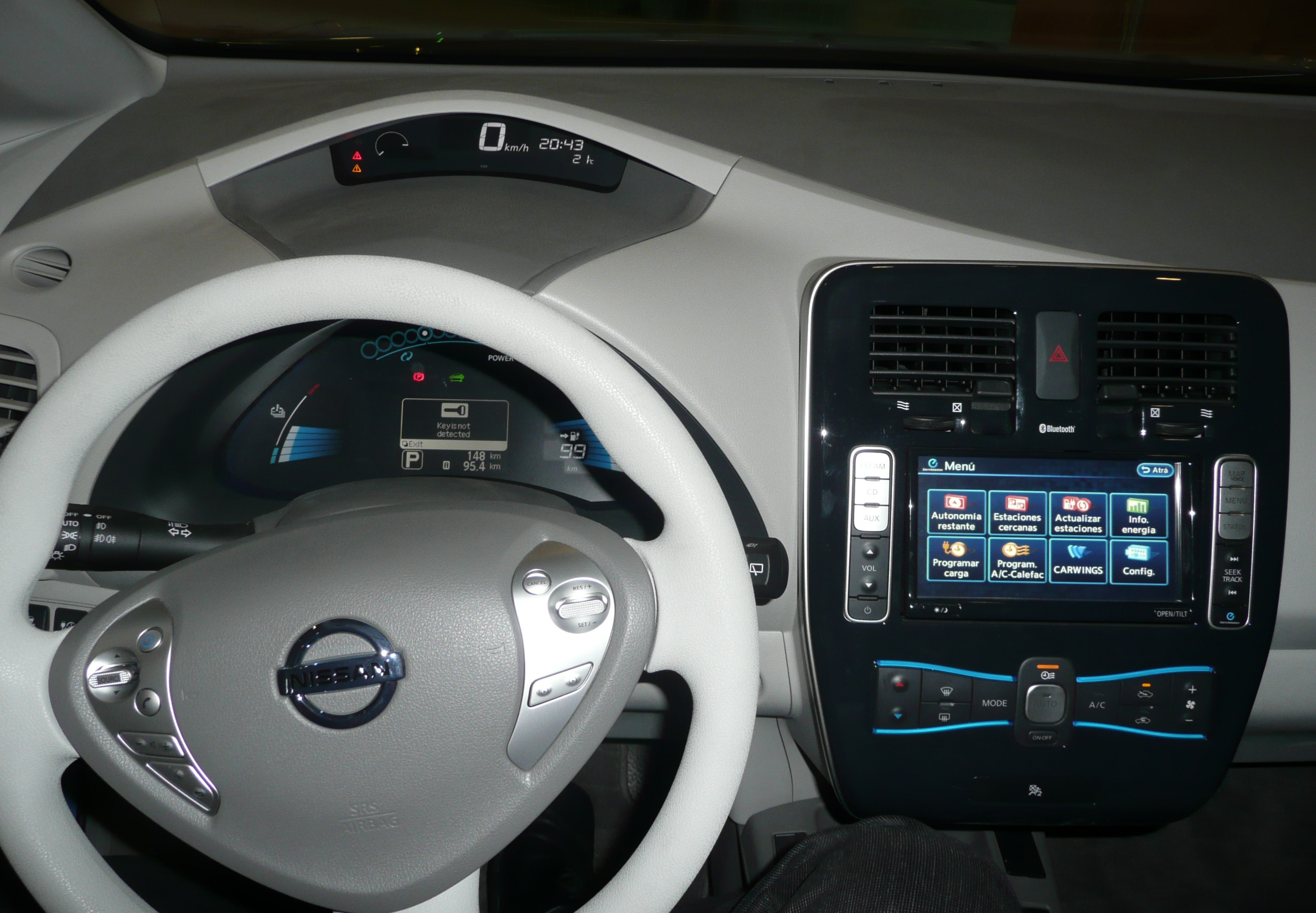
Panell d'instruments

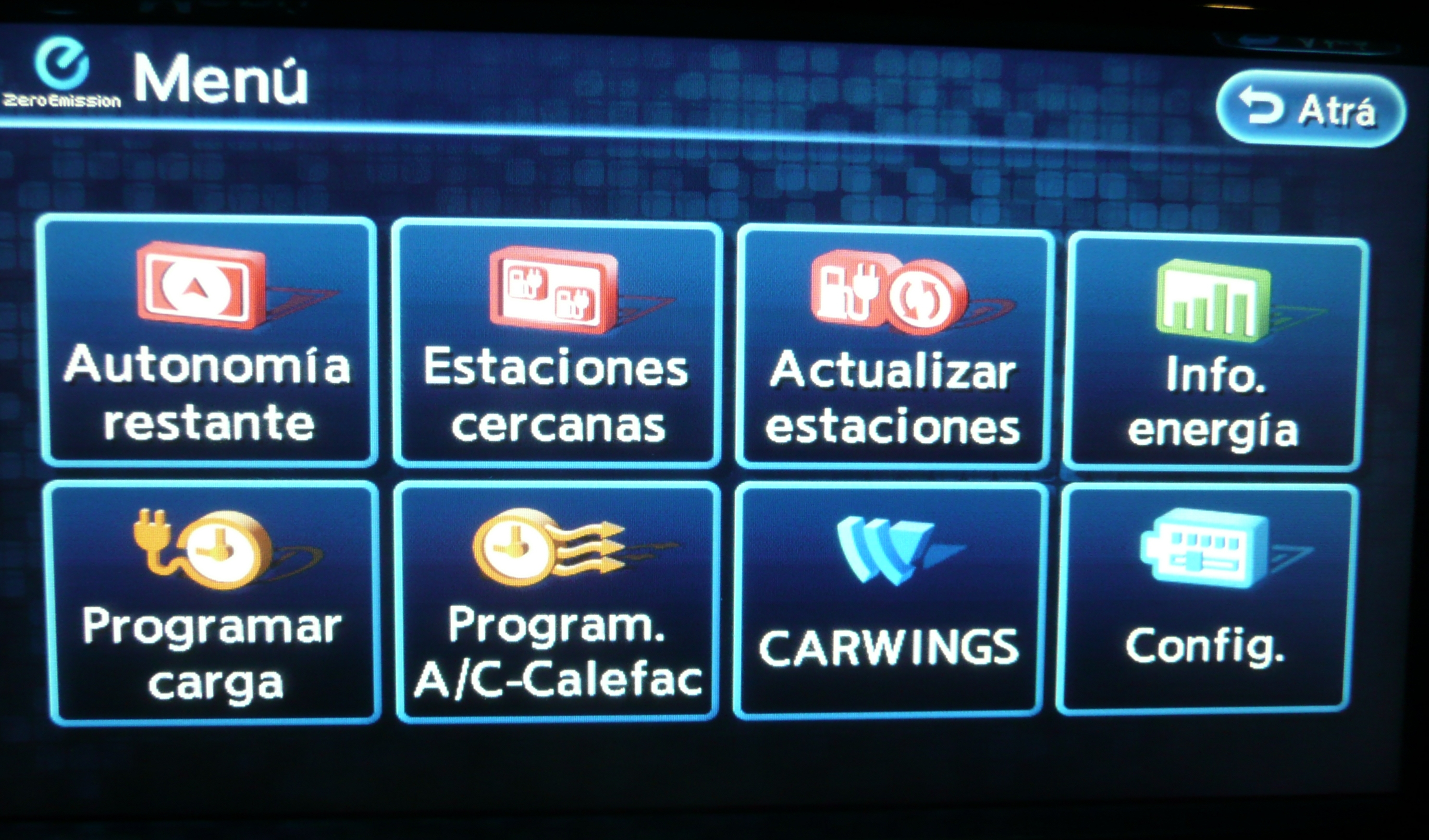
Panell d'instruments amb indicador òptic

## Motor i prestacions
El Leaf utilitza un motor elèctric de 80 kW de potència, muntat sobre el tren davanter i amb transmissió a les rodes del davant. L'energia prové d'una bateria d'ió liti (Li-ion), amb una capacitat de 24 kW/h, que li permetria una autonomia de 160 quilòmetres, amb una velocitat màxima de 140 quilòmetres/hora. Aquesta bateria pot ser recarregada totalment en vuit hores, endollant el vehicle a la xarxa elèctrica usual de 220 V. A més, amb només 30 minuts, i mitjançant un carregador especial, pot recarregar fins a un 80% de la seva capacitat.

### Bateria
La bateria de 24 kWh d'ions de liti consisteix en 48 mòduls de 4 cel·les cadascun, la qual cosa dona un total de 192 cel·les. Cada mòdul té capacitat per a 0,5 kWh. El conjunt pesa 294 kg. Està fabricada per Automotive Energy Supply Corporation (AESC), que és una empresa conjunta entre NEC i NEC Energy Devices, en Zama, el Japó.   
El de 30 kWh té 24 mòduls amb 8 cèl·lules per mòdul. En els elèctrodes canvia el compost LMO per NMC (Nitrogen, Magnesi i Carboni).

## Carrosseria
L'estructura i mides de la carrosseria, amb una longitud de 4,445 m., entren dins els estàndards dels cotxes familiars més corrents. Igualment com la seva capacitat per a 5 places, més maleter. I demostra la intenció de la marca de construir un vehicle elèctric, el més semblant possible als cotxes més habituals.

## Producció
La producció es fa a les fàbriques Nissan del Japó, i també a la fàbrica que la marca té a la localitat de Smyrna, a l'estat nord-americà de Tennessee, on el govern dels EUA col·labora financerament en el llançament d'aquest cotxe elèctric. Per altra banda fora un candidat per a la planta Nissan de Barcelona, seguint converses entre els governs català i estatal i l'empresa per tal de mantenir els llocs de treball.
La primera unitat ha estat entregada l'onze de desembre del 2010, a Califòrnia (EUA). A Europa es va començar a distribuir durant el 2011, a un preu que rondaria els 30.000 €.